# Pachyglossa propria
Pachyglossa propria é uma espécie de ave da família Dicaeidae.
É endémica das Filipinas.
Os seus habitats naturais são: regiões subtropicais ou tropicais húmidas de alta altitude.
Está ameaçada por perda de habitat.